# 卡威 (加利福尼亞州)
卡威（英語：Kaweah）是位於美國加利福尼亞州圖萊里縣的一個非建制地區。該地的面積和人口皆未知。

## 地理
卡威的座標為36°28′11″N 118°55′06″W / 36.46972°N 118.91833°W，而該地的平均海拔高度為287米（即942英尺）。